# Jiljí Vratislav Jahn

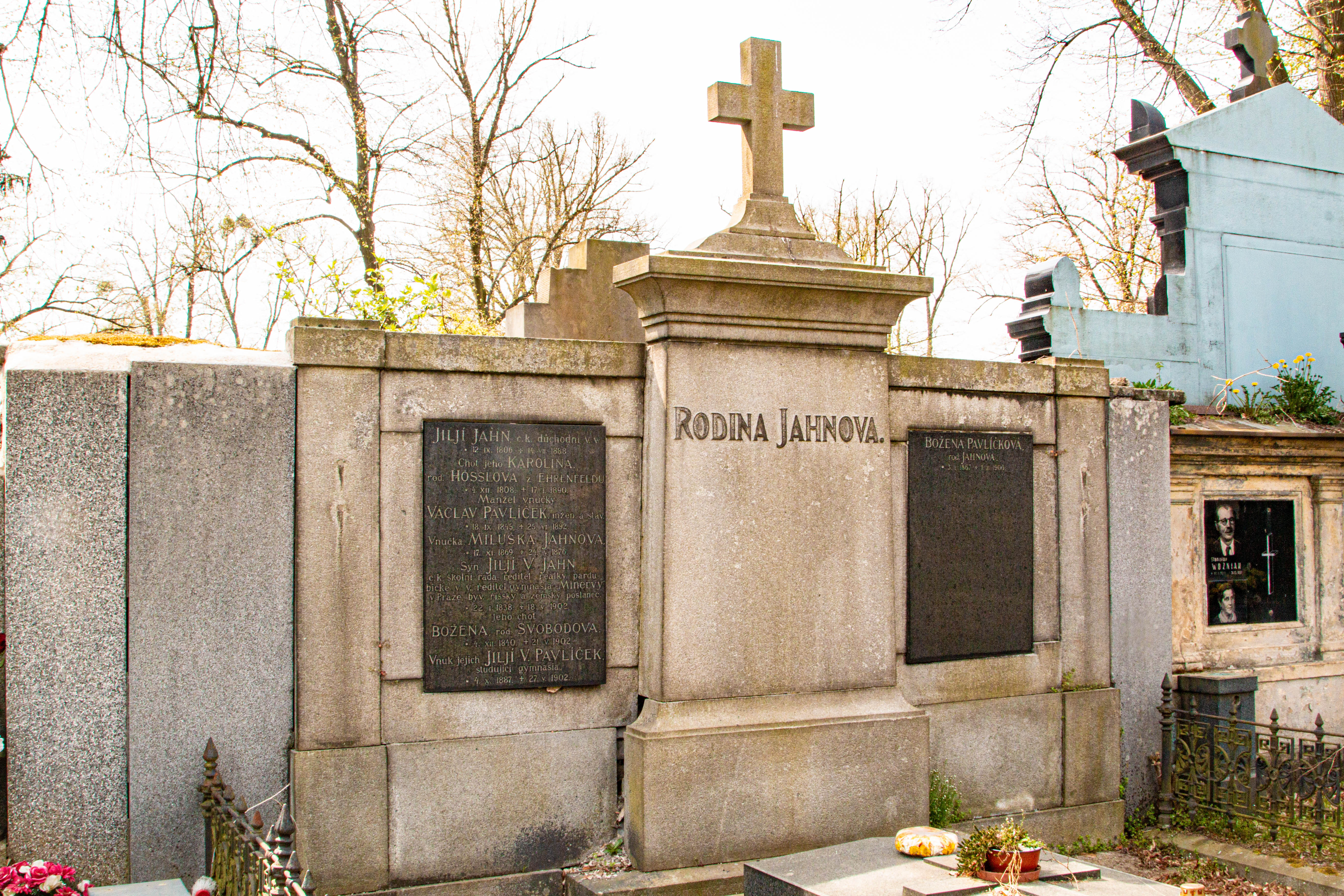
Hrob Jiljího Vratislava Jahna

Jiljí Vratislav Jahn, křtěný Aegielius Kamil (22. ledna 1838 Pardubice – 18. května 1902 Praha) byl český chemik, středoškolský profesor, básník, odborný spisovatel a politik, manžel spolkové činovnice a feministky Boženy Jahnové.
Během studií na pražské polytechnice se seznámil s básnickou družinou májovců a publikoval básně v časopisech. Počátkem 60. let přispíval do Riegrova Slovníku naučného a krátce spolupracoval s Národními listy. V letech 1863–1894 působil jako profesor, později ředitel nově zřízené reálné školy v Pardubicích. Účastnil se veřejného života v pardubickém obecním zastupitelstvu, jako poslanec Českého zemského sněmu (1874–1875 a 1889–1892) a Říšské rady (1885–1891) za staročeskou stranu, kde se ve spolupráci s F. L. Riegrem věnoval především školským otázkám. Byl autorem odborných publikací a učebnic chemie. Po odchodu do důchodu roku 1894 se přestěhoval do Prahy, kde působil ve Společnosti pro průmysl chemický a řídil dívčí střední školu spolku Minerva. Byl oceňovaný pro skromnou nezištnou politickou práci, pedagogické výsledky i literární činnost.

## Život

### Mládí, studium a veřejná činnost do roku 1860
Narodil se v předhradí pardubického zámku 22. ledna 1838 jako syn vrchnostenského úředníka Jiljího Jahna. Dobrá domácí příprava mu zajistila, že rychle zvládl hlavní školu a roku 1849 nastoupil na německou reálku v Praze, kde v té době vyučovali kvalitní profesoři Josef Wenzig, Josef Pečírka, Jan Vácslav Rozum, Václav Faltys aj. Tam se také se spolužákem V. Mixou začal zabývat poezií.
Roku 1853 vstoupil na stavovskou techniku (polytechnika, dnes ČVUT), kde studoval chemii a geognosii. Během studií se seznámil s Adolfem Heydukem a J. V. Fričem, který ho uvedl do družiny májovců. Roku 1858 uveřejnil svou první báseň, Mnich, v časopise Lumír.
Po ukončení studií pracoval jako praktikant v Packově strojírně v Karlíně a večery trávil ve společnosti básníků (Vítězslav Hálek, Rudolf Mayer, František Věnceslav Jeřábek aj.). Později získal zaměstnání na stavebním ředitelství na Malé Straně. Neměl tam mnoho práce, čímž mu zbylo více času na literaturu. Podařilo se mu také vyhnout se vojenské službě.

### Veřejná činnost po roce 1860
Odbornou veřejnost na sebe upozornil vědeckou rozpravou o Kunětické hoře, kterou napsal pro časopis Živa. Seznámil se také s F. L. Riegrem, který jej k 1. prosinci 1859 přijal do redakce Slovníku naučného. S Riegrem navázal pevné a dlouhodobé přátelství. Vstoupil také do redakce Národních listů (podílel se přímo na redigování prvního čísla, které vyšlo 1. ledna 1861), ale pro nesouhlas s jejich politickou linií brzy odešel.
S pomocí Riegra ale získal ministerskou výjimku, která mu umožňovala vyučovat na středních školách, ačkoliv neměl univerzitní vzdělání, a začal se připravovat na zkoušky z chemie a přírodopisu pro vyšší reálky. Od ledna 1861 do června 1862 vedl časopis Obrazy života, kde jeho spolupracovníky byli Vítězslav Hálek a Alfred Waldau. Krátce také přispíval do Šimáčkova časopisu Posel z Prahy.
Roku 1863 byl vybrán za prozatímního ředitele nově zřízené vyšší reálky v Pardubicích. Na této škole pak vyučoval přes třicet let, až do odchodu do důchodu v roce 1894. Po absolvování zkoušek byl roku 1864 jmenován definitivním učitelem (podle jiných zdrojů též ředitelem), 13. července 1868 pak definitivním ředitelem. Pod jeho vedením byla škola roku 1880 zestátněna.
Roku 1869 přišel při nevydařeném chemickém pokusu o levé oko. Jeho zrak se později zhoršoval, což omezovalo jeho literární činnost.
V Pardubicích se účastnil veřejného života. Byl zvolen za člena městského a okresního zastupitelstva a za člena výboru pro podporu chudých studujících. Stal se starostou pěveckého sboru Perštýn a akciového pivovaru.

### Politické aktivity
Byl ale aktivní i ve vrcholové politice. 3. července 1874 byl zvolen za poslance Českého zemského sněmu (do roku 1875). Opětovně usedl na zemský sněm po zemských volbách roku 1889. Již na schůzi sněmu v září 1892 se ovšem oznamuje jeho rezignace na mandát.
Ve volbách do Říšské rady roku 1885 získal za staročeskou stranu mandát v Říšské radě (celostátní zákonodárný sbor), kde reprezentoval městskou kurii, obvod Pardubice, Holice, Přelouč, Vysoké Mýto, Choceň, Kostelec nad Orlicí, Rychnov nad Kněžnou a Žamberk. Ve vídeňském parlamentu setrval do konce funkčního období, tedy do roku 1891. Po volbách v roce 1885 se na Říšské radě připojil k Českému klubu (jednotné parlamentní zastoupení, do kterého se sdružili staročeši, mladočeši, česká konzervativní šlechta a moravští národní poslanci).
V politických funkcích vystupoval především jako odborník na problematiku školství.

### Sklonek života a úmrtí
Roku 1894 odešel do důchodu. Získal titul školního rady a odstěhoval se do Prahy. Stal se členem výboru Společnosti pro průmysl chemický a národopisné výstavy. V roce 1895 se stal ředitelem dívčí střední školy spolku Minerva. Byl rovněž místopředsedou Ústřední matice školské, spoluredaktorem Časopisu pro průmysl chemický a starostou Českého klubu.
Zemřel na chřipku provázenou zápalem plic. Nakazila se i jeho manželka, v době jeho smrti byla v kritickém stavu a krátce poté také zemřela. (Zhruba po týdnu je následoval i vnuk Jiljí Václav Pavlíček.)
Jahnovy ostatky byly podle přání zemřelého převezeny do Pardubic a pohřbeny v rodinné hrobce na městském hřbitově za účasti příbuzných i veřejných představitelů.

## Význam a odkaz
Jahn byl za života oceňovaný jako výborný učitel a ředitel, vážený lidumil a uznávaný básník-lyrik. Pozitivně byly hodnoceny i jeho odborné spisy a veřejná činnost.
16. června 1902 se ve velké dvoraně Měšťanské besedy v Praze konalo shromáždění k uctění Jahnovy památky. Účastnila se řada osobností veřejného, kulturního a vědeckého života, jako např. rektoři Jan Ladislav Sýkora a Gabriel Blažek, profesoři Jaromír Čelakovský, Václav Vladivoj Tomek, Jan Krejčí, František Štolba, František Faktor, spisovatelky Gabriela Preissová a Eliška Krásnohorská a řada dalších. Řečníci ve svých proslovech připomínali Jahnovy zásluhy v různých oblastech. Jan Baptista Lambl ocenil jeho činnost ve Společnosti pro průmysl chemický. Eliška Krásnohorská vyzdvihla jeho básnickou tvorbu, v níž vyslovoval city k milované dívce a lásku k vlasti, ale také jeho obětavou práci ve prospěch spolku Minerva, kde pomáhal mladým ženám dosáhnout vyššího vzdělání. JUC. Jan Sedlák se věnoval jeho činnosti politické, kterou charakterizovala skromná, nezištná činnost na všech úkolech. V rámci staročeské strany se stal odborníkem na školskou problematiku. Bojoval za nápravu nedostatků na české univerzitě, postátňování středních škol a zakládání učitelských ústavů. Školní rada Vincenc Mazánek zhodnotil Jahnovo třicetileté pedagogické působení v Pardubicích. Škole zajistil učební pomůcky i státní podporu. Absolventi z vděčnosti založili na jeho počest Jahnovo stipendium. Antonín Nýdrle, ředitel Společnosti pro průmysl chemický, ocenil Jahna jako odborného spisovatele. Snažil se popularizovat vědu, jeho kniha Chemie nerostná z roku 1868 byla jednou z prvních českých učebnic chemie a vyznačovala se čistým jazykem a minimem cizích slov. Hodnotné byly i jeho překlady z němčiny, Kronika práce, osvěty, průmyslu a nálezů a životopisné obrazy významných osobností. Pardubický starosta Formánek pak ocenil Jahnovy pevné zásady a jeho nezištnou práci pro město.
V září 1924 se konaly všenárodní oslavy památky J. V. Jahna v Pardubicích. Po vzniku Československa byl pardubický zámek převeden na Musejní spolek, který na něj osadil Jahnovu pamětní desku od akademického sochaře Miloslava Baše. Se slavnostním projevem při příležitosti jejího odhalení vystoupil František Sekanina.

## Dílo
Jahn byl do roku 1864 horlivým spisovatelem a básníkem. Velkou část prací publikoval v časopisech (Lumír, Obrazy života, Máj). Překládal také z němčiny (např. díla Karla Herloše) a napsal tragédii Kateřina z Pernštýna. V pozdějších letech se zaměřil na odbornou literaturu a životopisy významných osobností. Pořádal veřejné přednášky, například o alchymii nebo o Marii Čacké.
Knižně vyšly např. tyto jeho práce:
- Janu Purkyňovi k dvaasedmdesátiletým narozeninám dne 17. prosince 1859 (1859)
- František Ladislav Rieger : obraz životopisný (1861, 1889)
- Naše mohyly : památka výtečníkům českoslovanského národa (1861), sbírka básní na počest významných českých osobností, sestavená společně s Bedřichem Peškou
- Sybillinské věšťby od starého Švejdy (1862)
- Astronomie, čili, Hvězdářství (1863)
- Fysika, čili, Silozpyt (1863)
- Růženec (1863), sbírka básní
- Chemia, čili, Lučba (1865)
- Chemie nerostná pro vyšší školy české (1868, 1874)
- Kněhtlačitelství, umění pomocná a příbuzná (1868)
- Chemie (1872), pro vyšší reálné školy a gymnázia. Dlouhou dobu se používala jako základní učebnice a prakticky jediná po Šafaříkově.[10]
- Úvod do dějin nálezův : postup osvěty člověčenstva a prostředky vzdělávací (1872)
- K slavnostnímu dni stoletých narozenin Josefa Jungmanna (1873)
- Počátkové chemie (1877), učebnice pro nižší ročníky středních škol
- Chemické vzdělávání surovin (1879), s bratrem Zdeňkem
- Karel Slavoj Amerling : obraz života a práce (1893) — životopis českého pedagoga
- A.V. Lavoisier : jeho život a práce (1894) — životopis francouzského chemika

Roku 1924 vydalo Kunětické družstvo v Pardubicích výbor jeho básní.
Překlady:
- Karl Herloßsohn: Svět a lidé (1873-4)
- Heinrich Hlasiwetz: Navedení ku kvalitativnému rozboru chemickému (1875)
- Karl Herloßsohn: Sestra a nevěsta (1882)

Jahnova báseň Tři jezdcové z r. 1862 o upálení Jana Husa byla (jako Tři jezdci) zhudebněna Bedřichem Smetanou v úpravě pro mužský sbor a tři sólisty.

## Příbuzenstvo
- Jedním z Jahnových předků byl malíř Jan Quirin Jahn (1739–1802).[4] Jeho prostřednictvím byl vzdáleně příbuzný i s vrchním stavebním radou Richardem Jahnem (1840–1918), pravnukem Jana Quirina.[22]
- Bratr Zdeněk Jahn (1849–1906)[23] byl profesorem v Plzni.[19] Jiljímu V. Jahnovi pomáhal při psaní Kroniky práce[12]
- Bratr Jaromír Jan Jahn (1843–1931)[24] byl c. k. major a vědecký spisovatel.[18]
- Syn Jaroslav Jiljí Jahn (1865–1934)[25] byl profesorem brněnské techniky.[18]
- Syn Jiljí Jahn (1878–1935)[26] se stal inženýrem chemie.[18]